# شهرستان گلین (جورجیا)
شهرستان گلین، جورجیا (به انگلیسی: Glynn County, Georgia) یک سکونتگاه مسکونی در ایالات متحده آمریکا است که در جورجیا واقع شده‌است.

## خصوصیات
شهرستان گلین ۱٬۵۱۵٫۱۵ کیلومترمربع مساحت دارد.